# Méligny-le-Petit
 Méligny-le-Petit  là một xã thuộc tỉnh Meuse trong vùng Grand Est đông nam nước Pháp. Xã này nằm ở khu vực có độ cao trung bình 296 mét trên mực nước biển.